# Миллер, Ли
Ли Миллер (англ. Lee Miller, собственно Elizabeth Miller, 23 апреля 1907, Покипси, Нью-Йорк — 21 июля 1977, Чиддингли, Восточный Сассекс) — американский модный «фотограф, фотомодель с обложки Vogue», военная корреспондентка, снимавшая освобождение Дахау и Бухенвальда, подруга Пикассо.

## Биография и творчество
Дочь инженера, изобретателя, фотографа-любителя, который снимал дочь, в том числе — обнаженной, когда ей не было и 10 лет. Отец сформировал интерес к фотографии в ранние годы. В 1920-х была модной моделью в Нью-Йорке. Её фотографировал Эдвард Стейхен, один из снимков был использован в рекламе женских тампонов Kotex, что вызвало скандал.
В 1929 переехала в Париж, стала ассистенткой и моделью Ман Рэя (фотографии 1930—1931 «Шея», «Ли Миллер», «Электричество»). Начала фотографировать сама, некоторые фотографии Рэя этого периода на самом деле выполнены Ли Миллер. Вместе с Рэем применяла технику соляризации. Стала активной участницей сюрреалистского движения, сблизилась с Пикассо (он написал её портрет в 1937 году), Элюаром, Кокто, снялась в виде статуи в фильме Кокто Кровь поэта (1930).
В 1932 вернулась в Нью-Йорк, продолжила занятия фотографией, открыла собственную студию. Среди её работ этого времени — портреты Джозефа Корнелла, актрис Лилиан Харви и Гертруды Лоуренс. В 1933 году состоялась единственная персональная выставка работ Миллер в галерее нью-йоркского арт-дилера Жюльена Леви.
В 1934 вышла замуж за египетского бизнесмена Азиз Бея, переехала в Египет. Хотя в этот период Миллер не работала как профессиональный фотограф, её египетские снимки, включая «Портрет космоса», считаются одними из самых ярких сюрреалистических изображений художницы. В Каире Миллер делает фотографию пустыни возле оазиса Сива, которая вдохновляла Рене Магритта в работе над картиной «Le Baiser» (1938).
В 1937 году Ли Миллер бросила супруга и вернулась в Париж, где встретила своего будущего мужа, английского художника-сюрреалиста, куратора выставок новейшего искусства Роланда Пенроуза. В 1939 году Ли Миллер развелась с Азизом Беем.
Во время Второй мировой войны была фотожурналистом, работала для журнала Vogue. Была аккредитована в качестве военного корреспондента, снимала высадку союзников, первое применение напалма при осаде Сен-Мало, освобождение Парижа, лагеря Бухенвальд и Дахау. Сделала ряд запоминающихся фотографий («Мёртвый эсэсовец в канале», «Ли Миллер в ванной Гитлера», о самоубийстве семьи заместителя бургомистра Лейпцига Курта Лиссо в городской ратуше. Позже многие из них были включены её сыном Энтони Пенроузом в книгу «Война Ли Миллер» (Lee Miller`s War).
После войны стала испытывать жестокие приступы посттравматического синдрома, начала пить. В 1947 вышла замуж за Р. Пенроуза, родила сына Энтони. Тогда же мужу Миллер был пожалован титул лорда за вклад в развитие британского искусства, так она стала леди Пенроуз. В 1949 супруги купили ферму в Сассексе, она стала Меккой для европейского авангарда, здесь гостили Пикассо, Ман Рэй, Генри Мур, Жан Дюбюффе, Доротея Таннинг, Макс Эрнст и др.
В конце 1940-х и в 1950-е годы Миллер была фигурантом расследования британской службы безопасности MI5 по подозрению в шпионаже в пользу СССР.
Звезда Ли взошла ещё раз, когда она в терапевтических целях увлеклась кулинарией. Ли собрала несколько тысяч рецептов со всего мира, изобрела сотни собственных, прославилась пирами в своем доме за пределами Англии и выиграла несколько международных конкурсов по кулинарии.
После создания в 1947 агентства Магнум Ли Миллер стала одним из его первых членов. Но картины войны, о которых она почти никогда не говорила, не оставляли её. Она умерла, будучи звездой кулинарии, от рака в возрасте 70 лет. Она была кремирована, и её прах был развеян в Фарли.

## Память
Фотонаследие Ли Миллер как крупного самостоятельного мастера в полной мере предстало публике лишь в 1980-е годы благодаря усилиям её сына, он же написал её подробную биографию (1985). Книга легла в основу мюзикла Шесть фото Ли Миллер британского композитора Джейсона Карра (2005).
В 2022 году началась работа над художественным фильмом «Великая» (оригинальное название англ. Lee) о Ли Миллер, вышедшем в 2023 году. Главную роль в картине сыграла Кейт Уинслет.
Ли Миллер неоднократно упоминается в американском фильме 2024 года «Падение империи», главная героиня которого, военный фотокорреспондент, также носит имя Ли.